# Застава Мексика
Застава Мексика је тробојка на којој су боје поређане вертикално редом зелена, бела и црвена. На белој боји се налази грб Мексика. Застава је у употреби од 1821. али је званично усвојена 1968. године. Боје потичу из Мексичког рата за независност од 1820. до 1823. године. 
Првобитно боје су значиле: зелена – независност од Шпаније, бела – религија, црвена – јединство (између Америке и Европе). Приликом секуларизације значење боја је промењено: зелена – нада, бела – јединство, црвена – крв и национални хероји.
Застава Мексика слична је застави Италије са разликом што прва има грб у средини. Међутим постоје још и разлике у величини (однос висине и ширине) као и у нијансама зелене и црвене боје.